# Martina Čop
Martina Čop (* 18. Mai 1994) ist eine kroatische Fußballspielerin.
Čop debütierte als bisher jüngste Spielerin für die kroatische Fußballnationalmannschaft der Frauen. Als 15-Jährige wurde sie in der 38. Spielminute für Manuela Kravoscanec eingewechselt. Das Spiel gegen Serbien ging mit 1:2 verloren. Dabei handelte es sich um ein Frauen WM-Qualifikationsspiel.